# Bowden (motorfiets)
Bowden (ook wel: New Bowden) en JD zijn Britse historische merken van motorfietsen van dezelfde fabrikant.
| Het merk "Bowden" wordt weleens toegeschreven aan Frank Bowden, de oprichter van het Raleigh-concern. Raleigh was het eerste bedrijf dat voor de remmen van haar fietsen bowdenkabels toepaste en daardoor komt ook de uitvinding van die kabel soms op naam van Frank Bowden. De uitvinder van de bowdenkabel én de bouwer van de Bowden-motorfietsen was echter Ernest Monnington Bowden, die niet eens een familierelatie met Frank Bowden had. Er zijn ook wel erg veel tegenstrijdigheden: Raleigh was gevestigd in Nottingham, E.M. Bowden Patents Syndicate Ltd. in Londen. Ook de motorfietsen waren totaal verschillend, hoewel beide merken duidelijk probeerden het Nieuwe Wernermethode-patent van de gebroeders Werner te omzeilen: Raleigh door de motor boven het voorwiel te zetten en Bowden door een extra framedeel achter de zadelstang te plaatsen. |

De bedrijfsnaam was: Bowden of Gray's Inn Road, Holborn, London, later E.M. Bowden Patents Syndicate Ltd., London.
Oprichter was Ernest Monnington Bowden, de uitvinder van de bowdenkabel.

## Bowden
De Bowden-modellen waren geconstrueerd om de gepatenteerde Nieuwe Wernermethode te omzeilen: achter de bracket en de omhooglopende zadelstang was een parallellogramvorming extra framedeel aangebracht, waarin Simms-eencilindermotor was gemonteerd. Daarmee kwam het ontwerp - hoewel niet identiek - wel dicht bij het Werner-patent. Wellicht wilde Bowden op die manier octrooiproblemen vermijden. De Bowden-motorfietsen haddan al een koppeling en een soort transmissiedemping. In 1903 kwamen vervolgmodellen met 2- en 2½-FN-snuffelklepmotoren en kwam heel even de naam "New Bowden" in gebruik. Deze modellen werden voorzien van Bowden-bediening voor de velgremmen, maar niet voor de motor. Ze kregen ook bobine-ontsteking. In 1904 werd de Nieuwe Wernermethode vrij algemeen toegepast en Bowden verhuisde de motor nu naar een plaats voor de trapperas. Er werden ook twee typen tricycles geproduceerd en zelfs een quadricycle met een DAW-motor met magneetontsteking. Mogelijk werden er ook nog eigen motorblokken toegepast voor de productie in 1905 werd beëindigd.
Ernest Monnington Bowden overleed op 3 april 1904. Het bedrijf bleef echter als "Bowden" bestaan en ging zich steeds meer richten op de productie van bowdenkabels, bedieningselementen en uiteindelijk ook carburateurs.

## JD
In 1922 begon de Bowden-kabelfabriek hulpmotoren te bouwen onder de merknaam JD. Het waren niet meer dan gemotoriseerde fietsen met een wrijvingskoppeling in de achtewielnaaf. In 1923 verscheen ook een damesmodel, dat in 1925 weer verdween. In 1926 ging ook het herenmodel van de markt en eindigde de productie.
In de jaren dertig maakte men onder de naam "Bowdenex" remkabelsystemen voor fietsen en motorfietsen en onder de naam "Bowdenite" losse kabels en kabelbevestigingen. In de jaren vijftig en -zestig produceerde men de "Bowdenflex" precisielagers en hydraulische leidingen.